# Protostegia eucleae
Protostegia eucleae är en svampart som beskrevs av Kalchbr. & Cooke 1880. Protostegia eucleae ingår i släktet Protostegia, divisionen sporsäcksvampar och riket svampar.   Inga underarter finns listade i Catalogue of Life.